# Americká španělština

Zelená barva: Španělština jako úřední jazyk v Americe

Termín americká španělština jako takový obecně neexistuje, neboť je zavádějící. Jde o to, že španělština v Americe je velmi heterogenní, tzn. že se se skládá z různých homogenních skupin, a proto termín americká španělština nelze chápat jako soubor rysů společných jednomu jazyku. Dále je třeba říci, že se tento termín zakládá na mimojazykovém jevu, jelikož pojmenování americká španělština vzniklo jen na základě toho, že v jistých zemích Ameriky se mluví španělsky. Je třeba si avšak uvědomit, že na americkém kontinentu leží, kromě španělsky mluvících zemí, i jiné země, jejichž oficiálním je jiný jazyk a ne španělština. Jednou z takových zemí jsou např. Spojené státy americké, kde je úředním jazykem angličtina.

## Varianty španělštiny
Přední český hispanista prof. Lubomír Bartoš se ve svém díle Introducción al estudio del español en América tvrdí, že každá země v Hispanoamerice má svůj vlastní jazyk, který je odlišný od španělské literární normy. Rovněž Juan Miguel Lope Blanch, velmi známý jazykovědec a akademik, mluví o tom, že každá země má normovanou variantu jazyka, která je odlišná od ideální normy, která v Hispanoamerice existuje.
Různorodost španělštiny v Americe je obrovská. Už mnoho lingvistů se pokoušelo vypořádat s touto problematickou situací různorodosti i původu španělštiny v Americe. John M. Lipski tvrdí, že španělština je tak různá, že je velmi obtížné ji v Hispanoamerice rozdělit např.: na zóny nebo podle zemí a to tak, aby španělština v každé ze zón anebo ze zemí byla lingvisticky homogenní.

### Nářeční dělení španělštiny podle Pedra Henríqueze Ureñi
Pedro Henríquez Ureña, filolog původem z Dominikánské republiky, se zabýval studiem dialektologie v Hispanoamerice a jeho pojetí spočívá v geografickém rozdělení hispanoamerické oblasti na pět oblastí. Každá z těchto zón má společné jisté jazykové rysy. Toto rozdělení by mělo úspěch, pokud by bral v potaz všechny stránky jazyka. Henríquez Ureña se bohužel ve svém bádání zabýval pouze lexikální stránkou jazyka a naprosto opomněl fonetickou a morfologickou část. Musel čelit kritikám ze stran ostatních vědců. Nicméně, aspoň se o takové rozdělení pokusil.

#### Nářeční dělení (P. Henríquez Ureña)
- mexická oblast - Mexiko, Nové Mexiko a Centrální Amerika
- karibská oblasti - Antily, pobřežní oblasti Kolumbie a Venezuela
- peruánská oblast - Peru, Kolumbie, Ekvádor, Bolívie a severní část Chile
- chilská oblast - Chile
- laplatská oblast - Argentina, Uruguay a Paraguay

## Klasifikace španělštiny v Hispanoamerice
Tradiční klasifikace španělštiny do zón či do skupin tak, aby nesly stejné rysy, je velmi obtížná a to z toho důvodu, že pokud jedna zóna nese jisté stejné rysy, tak se jedná pouze o rysy typické pro jedno nebo více lingvistických disciplín. Jedna zóna ale nemůže být charakterizována dominantními rysy z oblasti morfosyntaktické, lexikosémantické a fonetické zároveň. Do této chvíle se zatím nikomu nepodařilo rozdělit oblast Hispanoameriky na zóny podle nářečí.
V současné době se objevují tendence klasifikovat španělštinu na základě dat získaných od samotných mluvčích prostřednictvím ankety.

## Fotogalerie

Mapa zobrazující varianty španělštiny v Mexiku
Dialekty mexicko-centroamerické španělštiny
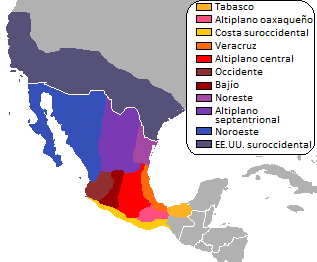
Dialekty španělštiny v Mexiku
Dialekty španělštiny v Mexiku
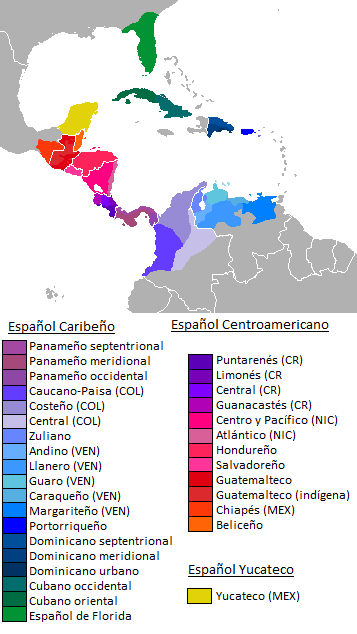
Karibská varianta španělštiny
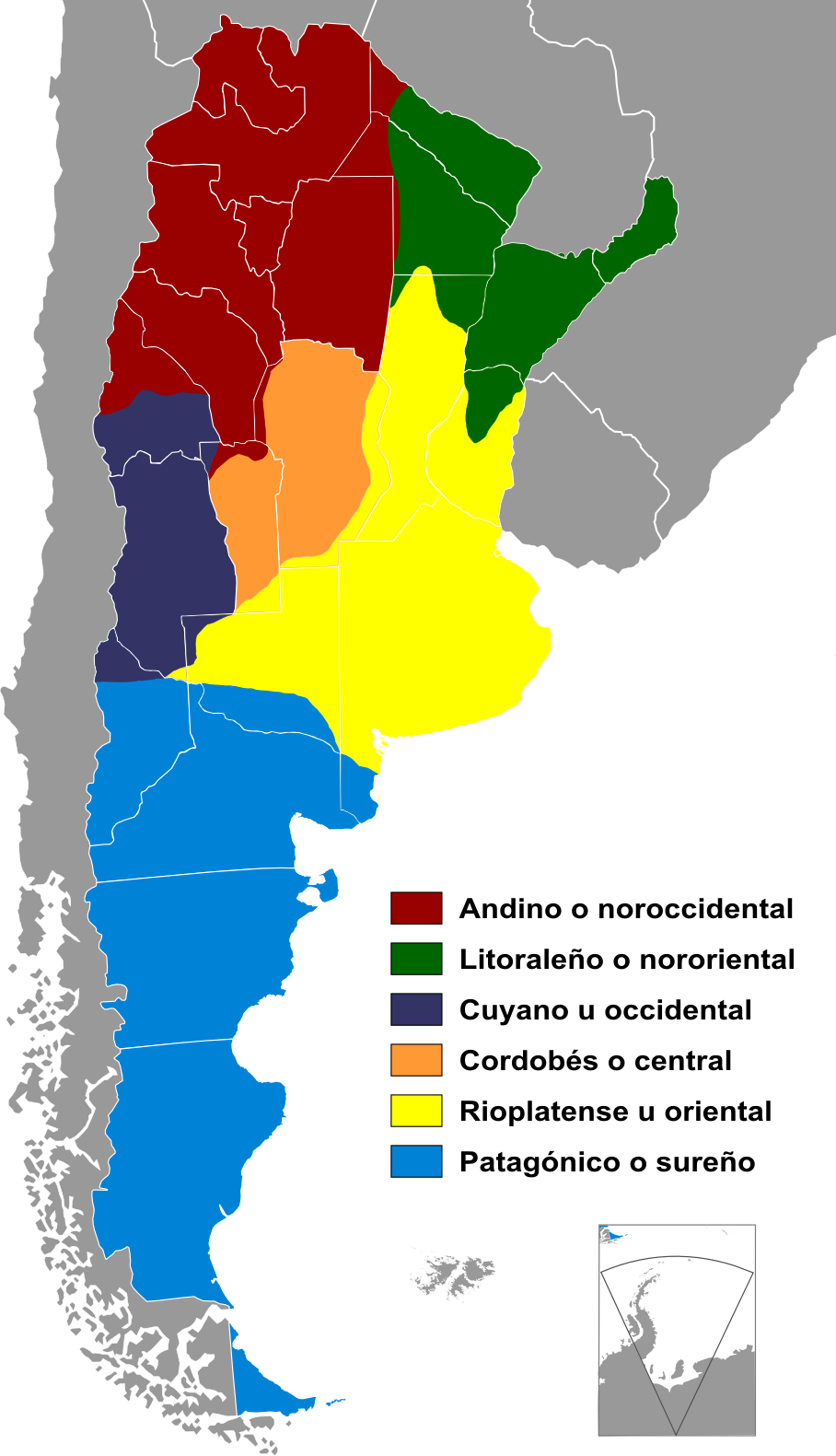
Dialekty španělštiny v Argentině
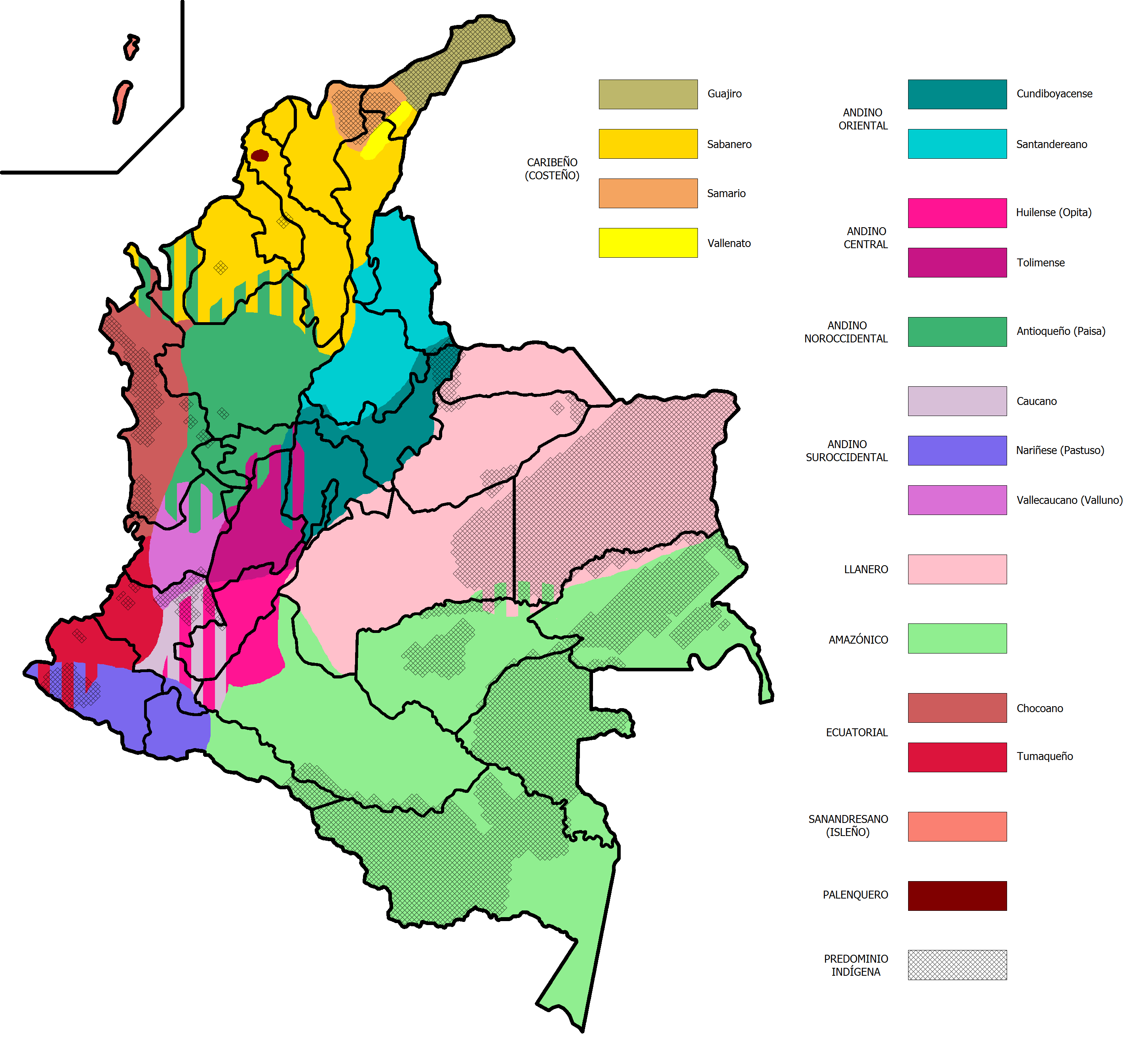
Dialekty španělštiny v Kolumbii
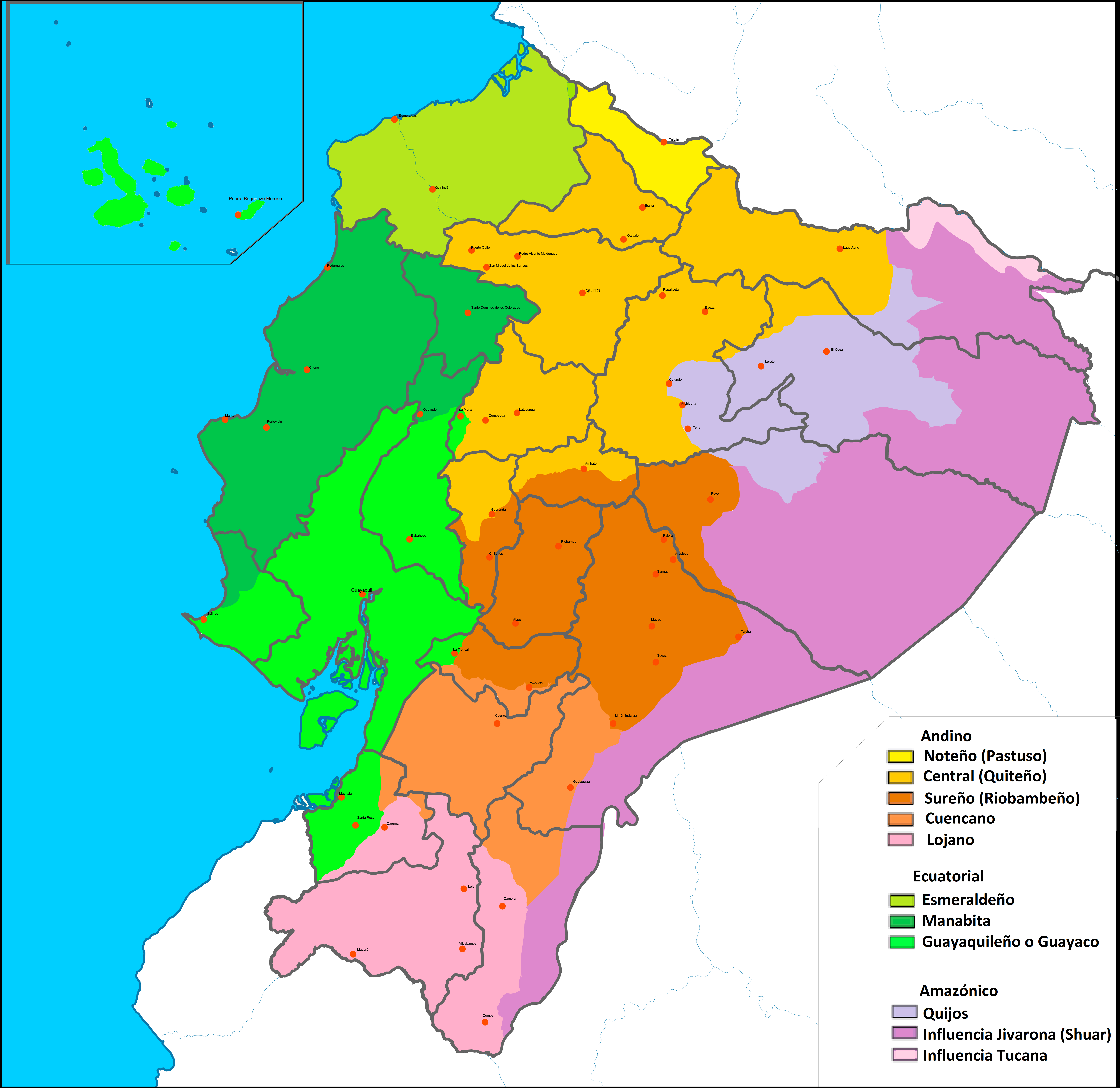
Dialekty španělštiny v Ekvádoru
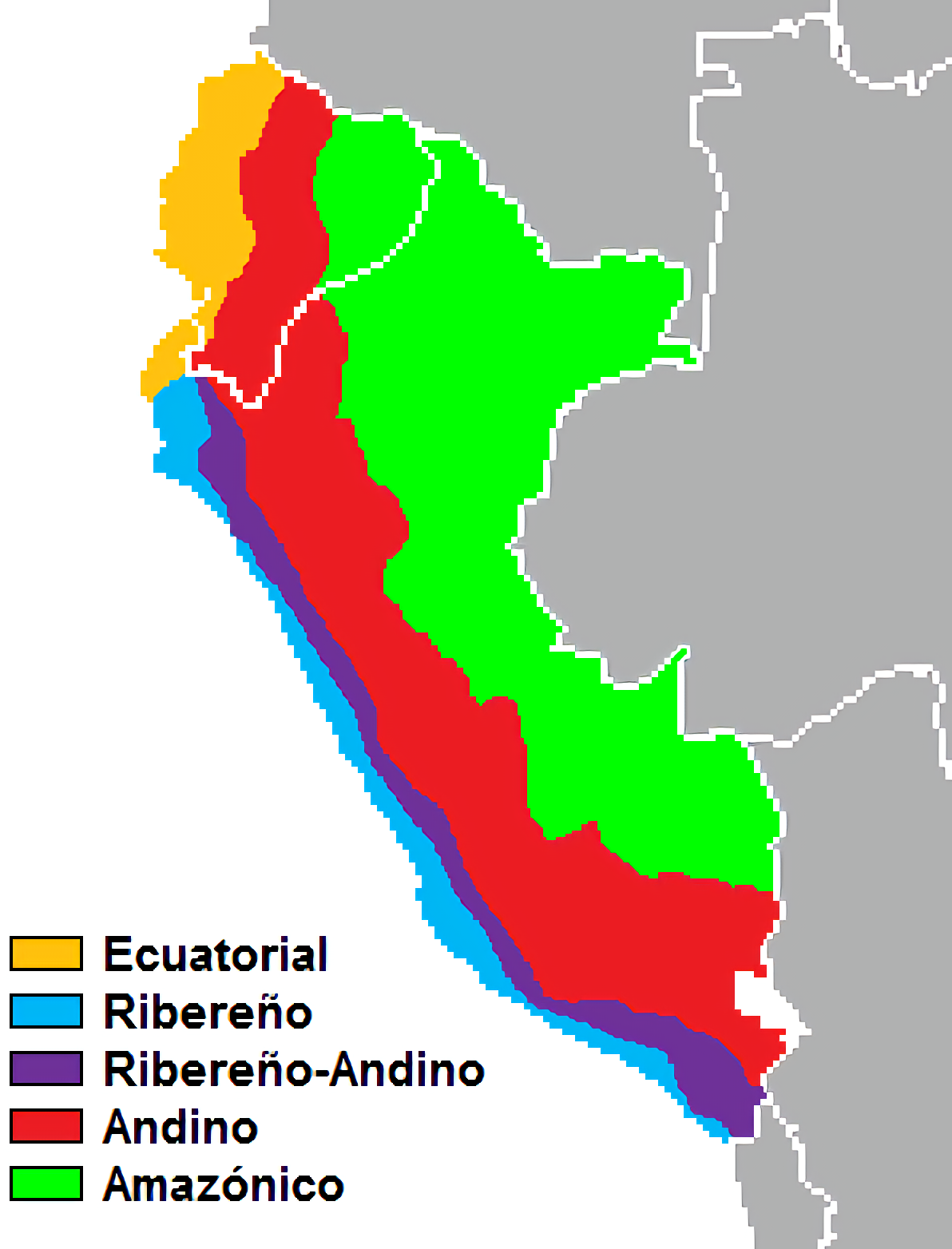
Dialekty španělštiny v Peru a Ekvádoru
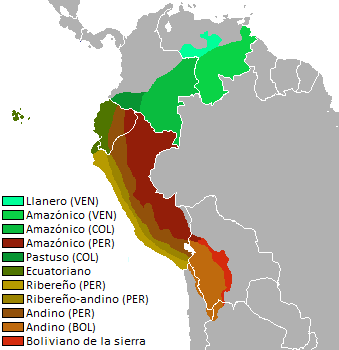
Španělština na severo-západě Jižní Ameriky
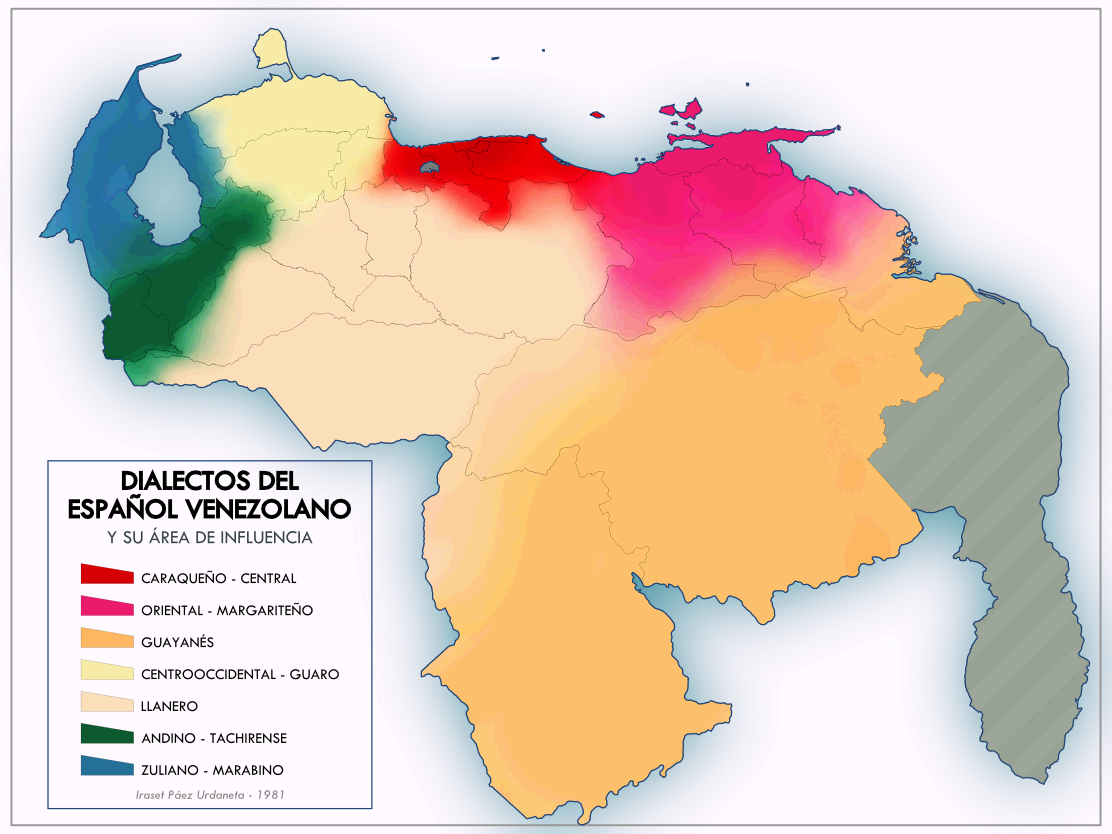
Dialekty španělštiny ve Venezuele
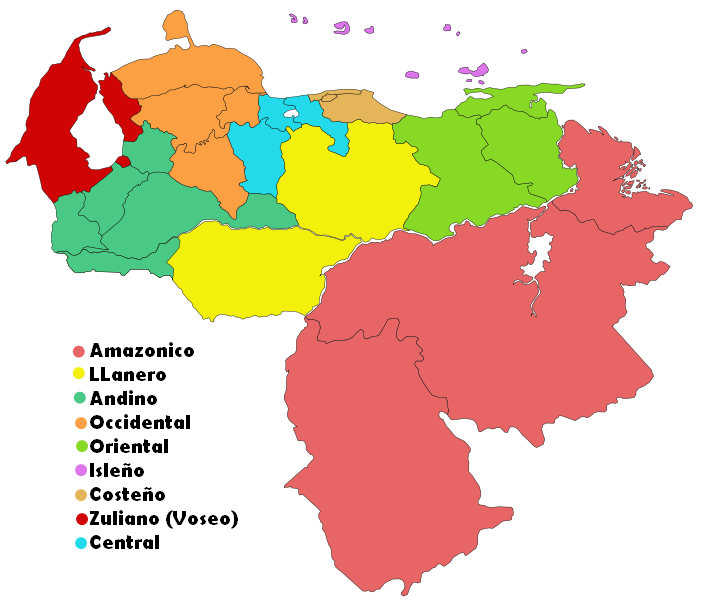
Dialekty ve Venezuele
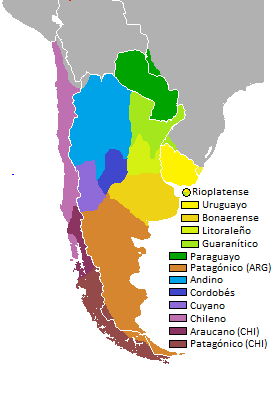
Španělština v jižní části Jižní Ameriky
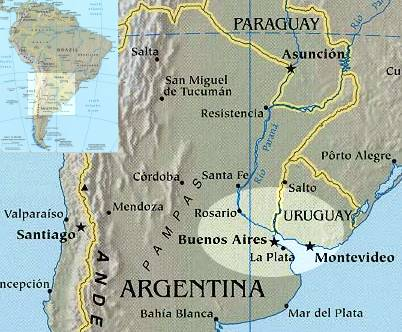
Laplatská španělština